# Малый гаитянский незофонт
Малый гаитянский незофонт (лат. Nesophontes hypomicrus) — вымершее млекопитающее из рода Незофонты отряда Насекомоядные.
Эндемик острова Гаити (включая остров Гонав). Останки впервые найдены Дж. Миллером в марте 1925 года в глубокой пещере около плантации Атале (фр. Atalaye) в 6,4 км от города Сен-Мишель-де-л'Атале в хорошо сохранившемся виде и описаны им в 1929 году. Эти и другие экспонаты в 1999 году были датированы XIII веком.
Размеры обнаруженных останков отличаются в меньшую сторону от западнокубинского незофонта и незофонта Михаэля. Наряду с гаитянским незофоном является самым мелким представителем рода.
Причины исчезновения возможно связаны с интродукцией мышей и крыс, а также с лесными пожарами.